# Neukuppritz

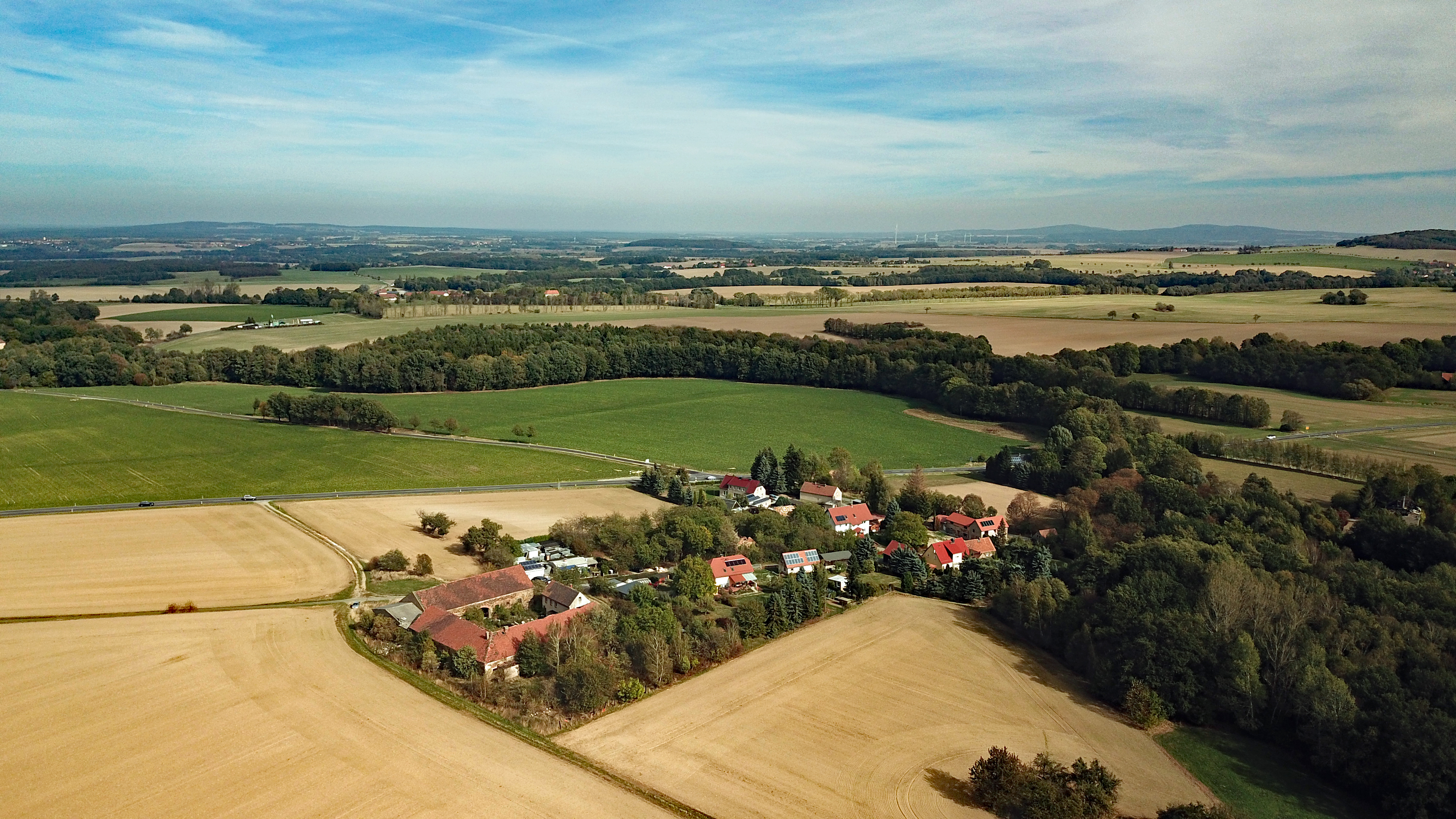
Luftbild

Neukuppritz, sorbisch Nowe Koporcyⓘ, ist eine zum Ortsteil Kuppritz gehörige Ansiedlung der Gemeinde Hochkirch in Sachsen. Es zählt zum offiziellen sorbischen Siedlungsgebiet in der Oberlausitz.

## Geographie
Neukuppritz befindet sich südöstlich von Hochkirch an der Bundesstraße 6. Die Ansiedlung liegt zu Füßen des Hochkircher Plateaus über dem Grund eines linken Zuflusses zum Kuppritzer Wasser.

## Geschichte
Seit dem 18. Jahrhundert ist an der Löbauer Straße zwischen Hochkirch und Plotzen ein Gasthof „Zum Weißen Schwan“ nachweislich. An der alten Straße ließ das Rittergut Kuppritz in der ersten Hälfte des 19. Jahrhunderts eine Schäferei anlegen. Um beide Anwesen entstand an der Chaussee schließlich eine kleine Ansiedlung.
Neukuppritz war nie eigenständig und bildete bis 1936 einen Ortsteil der Gemeinde Kuppritz. Danach wurde es zusammen mit Kuppritz nach Hochkirch eingemeindet.